# RYOMA 空白の三か月
『RYOMA 空白の三か月』は、2018年8月4日に公開された日本映画。カラー、93分、画面アスペクト比#シネマスコープ。 エンドロールで献辞が捧げられている。決定稿に印刷された題名は『銭湯大パニック』。

## ストーリー
平成30年の春。楢崎涼子が趣味のスケッチを終え、銭湯「沖の湯」へと戻る途中、吊橋の上から巨大な間歇泉が噴出しているのに気付く。沖の湯は叔父・勝舟太郎が経営しており、涼子は住み込みで働いていた。
ところが、「沖の湯」はライバル店の「山の湯」の店長・近藤諌から度々嫌がらせを受けていた。しかも町は東と西の商店会が対立していた。勝は何とか町の活性化を図るが意見は中々纏まらず、シャッター通りになりつつあった。
フリーターの亮太がいつもの様に勝にバイトを頼み、仕舞い湯を貰おうとした時、地震が町を襲う。洗面器が崩れる音に涼子が浴場に駆け込むと、そこに倒れていたのは亮太ではなく丁髷姿の男だった。男の話す方言と容姿に戸惑い、友人のキャバクラ嬢・ケイを呼び出す。ケイは「沖の湯」がまだ温泉旅籠「沖野屋」だった幕末の古写真から、この丁髷姿の男が坂本龍馬だと見抜く。
一方、亮太は銭湯の浴室ではなく露天風呂に倒れており、土佐弁を話す丁髷の男・澤村惣之丞や周囲の情景に驚愕しつつ、惣之丞と共に旅をする事になる。
龍馬と亮太は、それぞれ自分のいた時代に如何にして帰るかを探る。
そんな中、龍馬の提案によりイベントを開催する事になり、最初は龍馬や勝たちに距離を置いていた町の人々も徐々に参加するようになる。ところが、その最中に謎の一味により涼子が拉致されてしまう。龍馬は涼子を救うために敵のアジトに殴り込む。

## 作品解説

### 発端
出典：
企画は2011年(平成23年)頃に、監督の山谷が時代劇と特撮が好きな事を知っている或るプロデューサーとの会話が切っ掛けだったと言う。その後、山谷が様々な書籍を読み、土佐を国抜け（脱藩）した坂本龍馬が全く記録に現れない３か月の空白期間がある事を知り、その期間に彼が現代にタイムスリップすると言う発想に繋がった。しかし、その企画は実現しなかったと言う。

### 制作
ロケーションは長野県小諸市、上田市を中心に佐久市や長和町、広島県広島市、福山市、竹原市などで行われた。
しかし途中で中断し、神奈川県山北町や山谷の故郷である青森県や秋田県で追加撮影が行われ、完成に漕ぎ着けたと言う。
本作が山下永夏にとって初ヒロイン映画になる。
主題歌を歌っているWa:Miは、山谷が路上でスカウトし主題歌に抜擢した。
音楽のKazz遠藤がカメオ出演している。

### 発売
2019年6月25日に株式会社オールイン エンタテインメントから発売される。

## キャスト
- 坂本龍馬、坂本亮太：井上正大
- 楢崎涼子：山下永夏
- ケイ：央花
- 近藤諌：福井晋
- 岡大蔵：野田英治
- 沢村惣之丞：小島権徳
- 西口：松鶴家千とせ
- ユキ：藤崎ひめ子
- 撮影技師：袴田吉彦
- 伊東甲治：高野浩幸
- 勝舟太郎：目黒祐樹

## スタッフ
- プロデューサー： 安久慎一、石田政雄、齋藤貴士
- 原案：山谷亨
- 脚本：薬師寺光幸
- 音楽：Kazz遠藤
- 撮影監督：齋藤剛史
- 美術：本澤雄二郎
- 録音：沼田和夫
- 衣裳：篠原奈緒子
- メイク：藤本奈美
- 結髪：細野一郎
- キャスティングプロデューサー：安藤実
- キャスティング応援：成田忠幸
- 時代劇アドバイザー：安藤充
- 津軽三味線演奏：工藤満次
- オフライン編集：三穀喬
- 合成：都賀琉仁
- 編集：宮本陽介
- グレーティング：牧岡繫生
- 整音：柞山京一
- チーフ助監督：早川喜貴
- 技術助手：田口毅、佐藤大智
- 録音助手：寺本年範
- 音響効果：杉克興
- スチール：かしわだにたかし
- 監督：山谷亨

## 主題歌
「最愛なるフレンド」
作詞：若林愛
作曲：和田春
唄：Wa:Mi